# De Dietrich

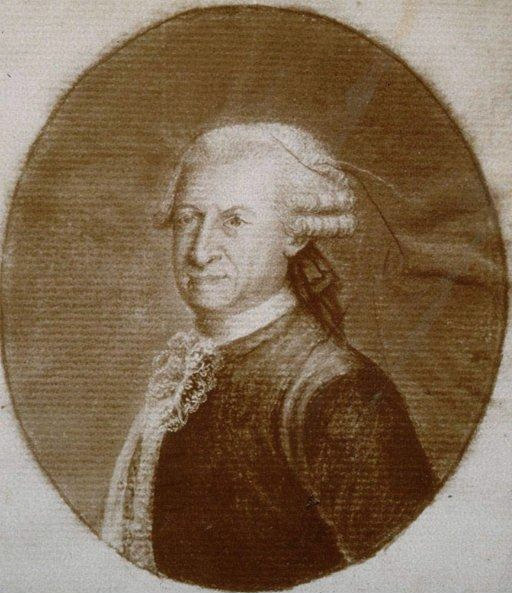
Jean de Dietrich (1719–1795)

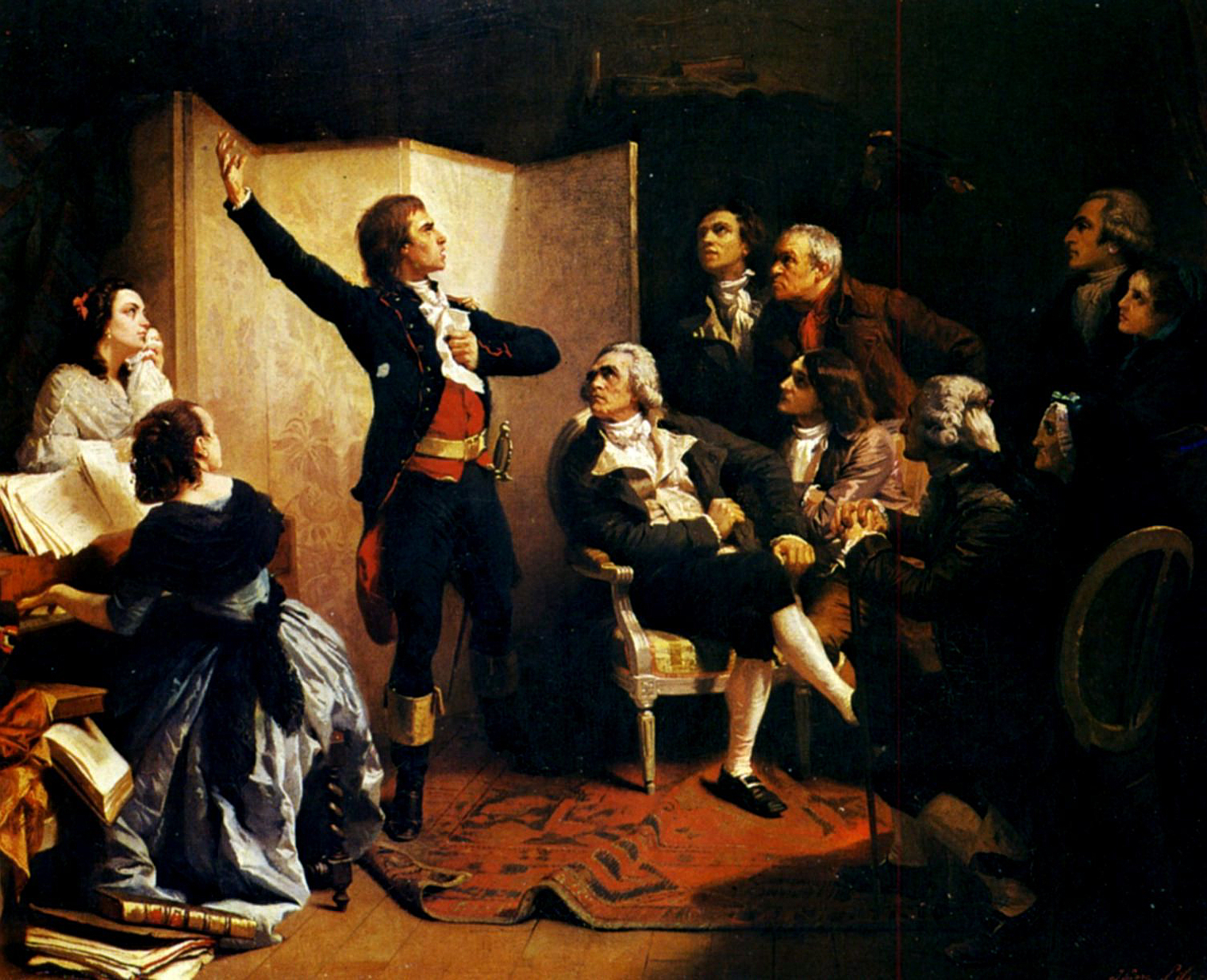
Isidore Pils (1849) - Rouget de Lisle singt zum ersten Mal die Marseillaise, rechts neben de Lisle sitzt De Dietrich

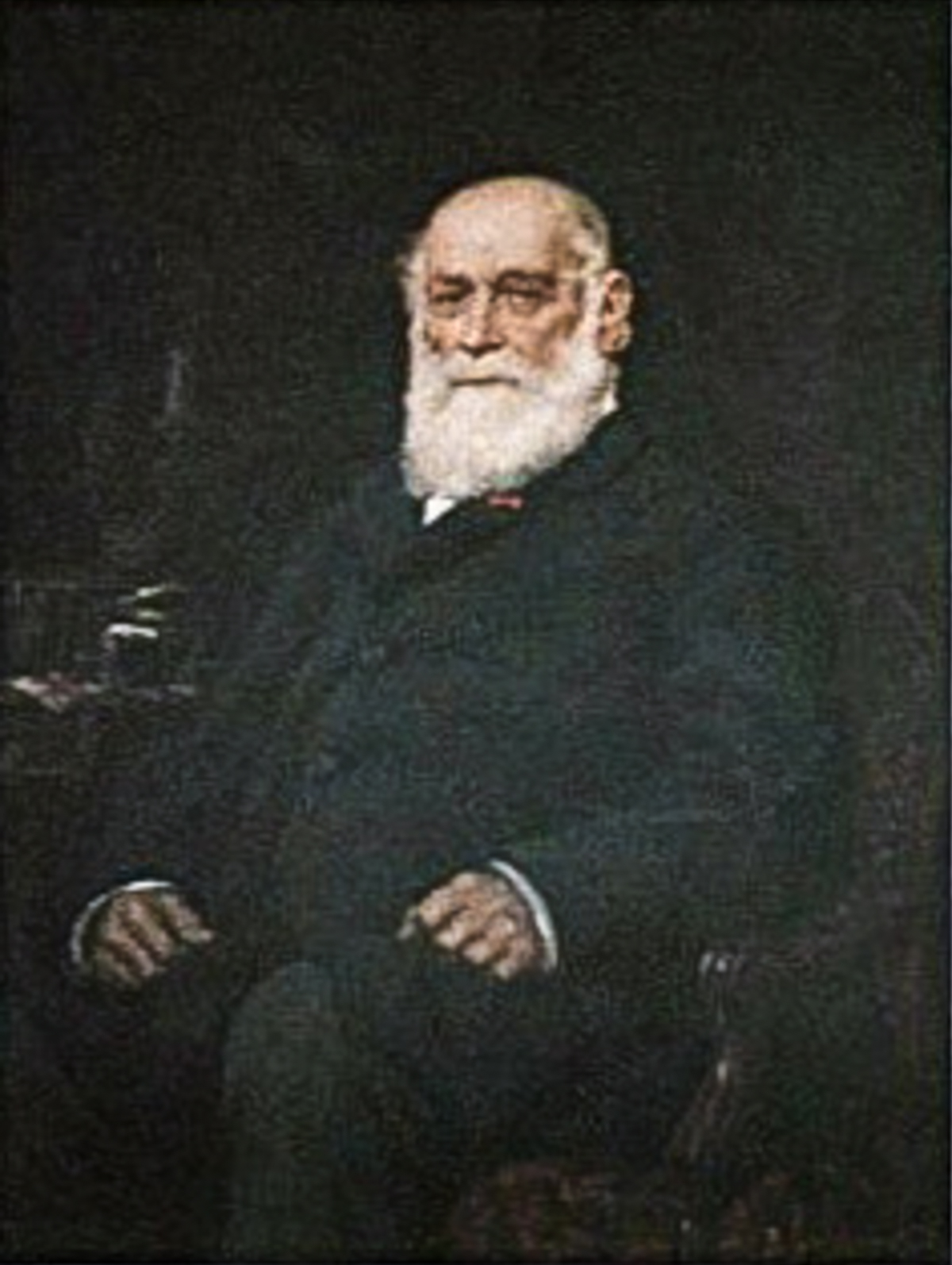
Albert de Dietrich (1802–1888)

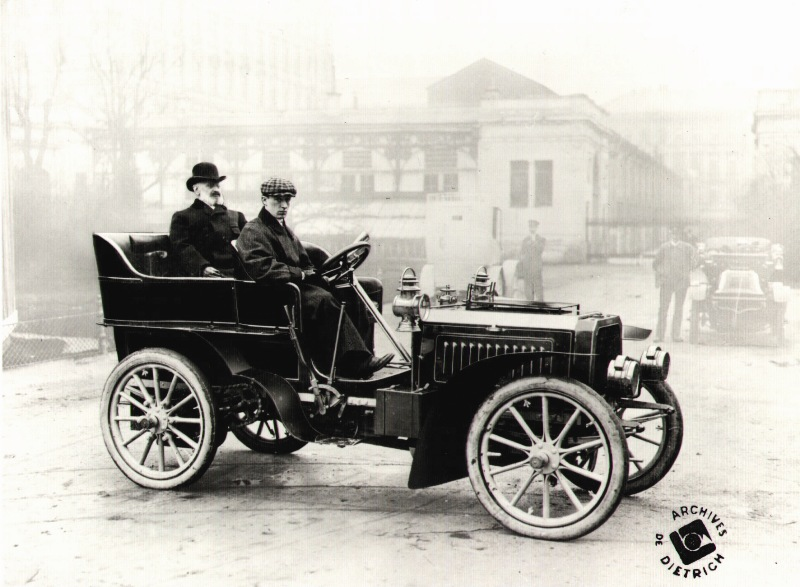
Eugène de Dietrich auf dem Rücksitz eines Dietrich-Bugatti, am Steuer Ettore Bugatti (1902)

De Dietrich (ursprünglich: von Dietrich) ist eine Industriellen-Dynastie im Nord-Elsass (Unterelsass). Die Familie stammte ursprünglich aus Straßburg und war (wie viele spätere Industriellen-Familien des Elsass) evangelischer Konfession.

## Geschichte

### 16. bis 18. Jahrhundert
Die Familie De Dietrich hieß ursprünglich Didier und stammt aus Saint-Nicolas-de-Port in der Nähe von Nancy. Demange Didier wurde im Alter von 12 Jahren nach Straßburg in die Lehre zu einem Handelshaus geschickt, 1578 beantragte er das Straßburger Bürgerrecht, um zu heiraten. Gleichzeitig änderte er seinen Namen in Dietrich, Straßburg war zu der Zeit deutschsprachig. 1684 erwarb Johann (Jean) Dietrich den von Adam Jäger gegründeten Eisenhammer in Jägerthal bei Reichshofen bei Hagenau. Er bezahlte dafür 10.000 Florins (Gulden), dies entsprach 26.750 Livres tournois. Er investierte noch einmal dieselbe Summe, um einen neuen Hochofen und andere Ausrüstungen zu bauen. 1719 wurde er zum Freiherrn des Heiligen Römischen Reichs Deutscher Nation geadelt. Im Jahre 1761 wurde Jean Dietrich, der Enkel des Firmengründers, für seine militärischen Verdienste von König Ludwig XV. in den Adelsstand erhoben. Jetzt kaufte Jean de Dietrich die Gutsherrschaft von Reichshofen und die zugehörigen Wasserrechte Franz von Lothringen ab und begann, im Elsass eine Eisenindustrie aufzubauen. Zwischen 1767 und 1771 übernahm oder gründete er die Schmiede (La Schmelz) in Reichshofen sowie die Eisenhämmer am Rauschendwasser bei Reichshofen, in Bad Niederbronn, Zinsweiler, Rothau, Mutterhausen und Merzweiler. Rauschendwasser lag am Schwarzbach unterhalb von Jägerthal, die beiden Werke arbeiteten zusammen. Jean de Dietrich ist der eigentliche Gründer der Firma De Dietrich. 1778 erlaubte ihm der König die Benutzung eines Markenkennzeichens, das Jagdhorn, eine Anspielung auf Adam Jäger. Um seine wachsende Arbeiterschaft unterzubringen, baute Jean de Dietrich Mehrfamilienhäuser, Kasernen genannt, mit umliegenden Gemüsegärten zur Selbstversorgung. Für die Kinder errichtete er Schulen.

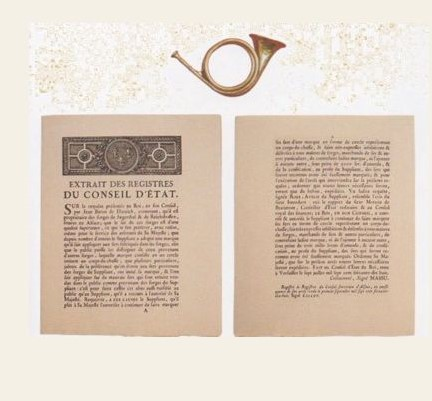
Markenkennzeichen De Dietrich 1778

Anfangs wurde Eisenerz von minderer Qualität aus der Umgebung verarbeitet. Gefördert wurde in Schmelzberg, Katzenthal, Thalenberg, Baerenthal und Mutterhausen. Das Erz kam entweder in Adern im Sandstein vor oder sedimentär in Kugelform, Erbsen genannt. In der Mitte des 18. Jahrhunderts wurde die lokale Förderung eingestellt. Der hohe Bedarf an Holzkohle wurde durch Köhler in der Umgebung gedeckt, z. B. in Lembach. 1787 beschäftigte De Dietrich 918 Arbeiter. Auch Johann Wolfgang von Goethe erwähnt in den Notizen aus seiner Straßburger Studienzeit die Schmieden von Niederbronn, geleitet von Frédéric de Dietrich. Dort interessierte der junge Goethe sich für Mineralogie, Chemie und Alchemie (evtl. spätere Aufarbeitung in der „Hexenküche“ seines Faust).
Der Sohn von Jean de Dietrich Friedrich von Dietrich war Naturwissenschaftler, der als Geologe im Auftrag des Königs die Bodenschätze Frankreichs untersuchte und kartographierte, später wandte er sich der Politik zu.
1789 schlug Friedrich von Dietrich vor, die Holzkohle durch Steinkohle von der Saar zu ersetzen, die Transportkosten waren aber zu hoch, so dass weiterhin Holzkohle genutzt wurde. Die Bahnstrecke Haguenau–Falck-Hargarten verband erst ab 1869 Niederbronn mit Saargemünd.

#### Der Plan des Johann Dietrich
Die Familie Dietrich war eigentlich im Handels- und Bankgeschäft aktiv, 1684 erwarb Johann Dietrich eine Beteiligung von 20 % am Eisenhammer Jägerthal. Dies entsprach einem Plan, die Gunst des Königs Ludwig XIV. zu gewinnen. Nach 1681 geriet die Familie unter den Druck des französischen Königs, zum Katholizismus zu konvertieren. Da sich Dominikus Dietrich, der Vater von Johann, weigerte, wurde er zunächst nach Guéret, später nach Vesoul verbannt. 1689 durfte er nach Straßburg zurückkehren, stand aber bis zu seinem Tod unter Hausarrest. Der Eisenhammer hatte seit seiner Zerstörung im Dreißigjährigen Krieg 1631 ständig finanzielle Probleme. 1685 übernahm Johann die Mehrheit der Firma. Seine Überlegungen waren: Der französische König wird das Elsass zu einer militärischen Basis gegen die  deutschen Staaten ausbauen, dazu benötigt er Armeen und diese wieder Waffen. Für Waffen braucht man Eisen und dies konnte er in Jägerthal produzieren. Es gelang ihm, die Produktion zu steigern und am Ende konnte er die traditionelle Eisenquelle Belfort für die Waffenfabrik in Klingenthal z. T. ersetzen. Mit der Erhebung in den Adelsstand 1761 durch Ludwig XV. hatte die Familie ihr Ziel erreicht.

### Französische Revolution und 19. Jahrhundert
Friedrich von Dietrich war zu Beginn der Französischen Revolution Bürgermeister von Straßburg und starb 1793 während der Jakobiner-Schreckensherrschaft auf der Guillotine. Im Zuge der Französischen Revolution wurden die Fabriken defizitär und häuften Verluste an. Nach 1800 verkaufte Jean Albert Frédéric De Dietrich privaten Besitz wie das Haus in Straßburg und das Schloss in Reichshoffen und gab Aktien aus um Liquidität zu beschaffen. Als er 1806 im Alter von 33 Jahren starb, setzte seine Witwe Amélie de Berckheim die Entschuldung fort und es gelang ihr, bis 1827 die Firma wieder vollständig in Familienbesitz zu überführen und übernahm 1844 das Eisenwerk in Mouterhouse. Sie beendete auch die Eisenerzeugung und setzte auf die Eisenverarbeitung, insbesondere Eisenbahnausrüstung. 1817 beschäftige De Dietrich 1121 Arbeiter. Ab 1848 engagierte sich die Familie de Dietrich verstärkt im Eisenbahnbau, bekannt als De Dietrich Ferroviaire. Später wurden auch gusseiserne Öfen in Bad Niederbronn produziert.
Albert de Dietrich (1861–1956) war Bergbauingenieur (ingénieur civil des Mines). Zunächst arbeitete er in der Firma in Niederbronn mit, 1882 nahm er die französische Staatsbürgerschaft an, zog nach Paris und übernahm die Vertretung von De Dietrich für Südamerika. 1892 heiratete er Marie-Louise Lucie Hottinguer, die aus einer sehr reichen Familie stammte und zog sich aus dem Geschäftsleben zurück. Er kaufte und renovierte die Léonardsau, ein Landgut unterhalb des Mont Sainte-Odile, das er zeitweise bewohnte. Er war Amateurmaler und Kunstsammler und hatte Kontakt zu seinen Nachbarn vom Cercle de Saint-Léonard, einer Künstlervereinigung.

### 20. und 21. Jahrhundert
1896 erwarb Eugène de Dietrich eine Lizenz von Amédée Bollée fils zur Herstellung von Automobilen. 1897 begann in den De Dietrich-Werken in Niederbronn und Lunéville die Produktion. Von 1902 bis 1904 arbeitete Ettore Bugatti bei De Dietrich und es entstand eine Reihe von Pkw und Rennwagen (siehe Dietrich-Bugatti). Ab 1934 gründete De Dietrich Filialen in Lyon und in Algerien, so konnten sie die Beschlagnahmungen während der deutschen Besatzung 1940–1944 überstehen. 1994 brachte die Familie ihre Firma an die Börse, um Kapital für die weitere Expansion zu erhalten. Neben seriösen Investoren fanden sich aber bald auch Spekulanten ein, die die Firma zerschlagen und in Einzelteilen verkaufen wollten. Die Familie zog sich 2001 von der Börse zurück, um dies zu finanzieren, verkaufte sie Teile ihrer Gruppe. 1996 übernahm De Dietrich die Firma OERTLI, einen Hersteller von Brennern, und 1999 die Interdomo GmbH Emsdetten für die Entwicklung und Produktion von Brennwert- und Stahlheizkesseln. 2000 wurde die De-Dietrich-Gruppe mit Zustimmung des Managements durch die Société Industrielle du Hanau (SIH) übernommen. 2004 fusionierte die Gruppe De Dietrich Thermique mit dem niederländischen Brennwertkesselhersteller Remeha; die Gruppe De-Dietrich-Remeha schloss sich 2009 mit der englischen Baxi-Gruppe zur BDR Thermea BV mit Hauptsitz in Apeldoorn in den Niederlanden zusammen. Die Haushaltsgeräte-Sparte von De Dietrich wurde in den spanischen Fagor-Konzern eingegliedert, der durch die Wirtschaftskrise in Südeuropa 2013 Insolvenz anmelden musste. Nach der Ausgliederung des Eisenbahnbaus und der Haushaltsgerätesparte wurde 2000 die verbliebene Herstellung von Anlagen für die chemische und pharmazeutische Industrie in De Dietrich Process Systems zusammengefasst. Die Firma wird von angestellten Managern geleitet, der Aufsichtsrat ist aber in den Händen der Familie De Dietrich. Das Vermögen der Familie wird seit 2004 von der Holding Gesellschaft Société Financière Jaegerthal verwaltet. Präsident der Holding ist Marc-Antoine de Dietrich. Im Januar 2023 kaufte die Familie die Anteile zurück, die sie 2008 an die Bpifrance (Staatliche Investmentgesellschaft) verkauft hatte.

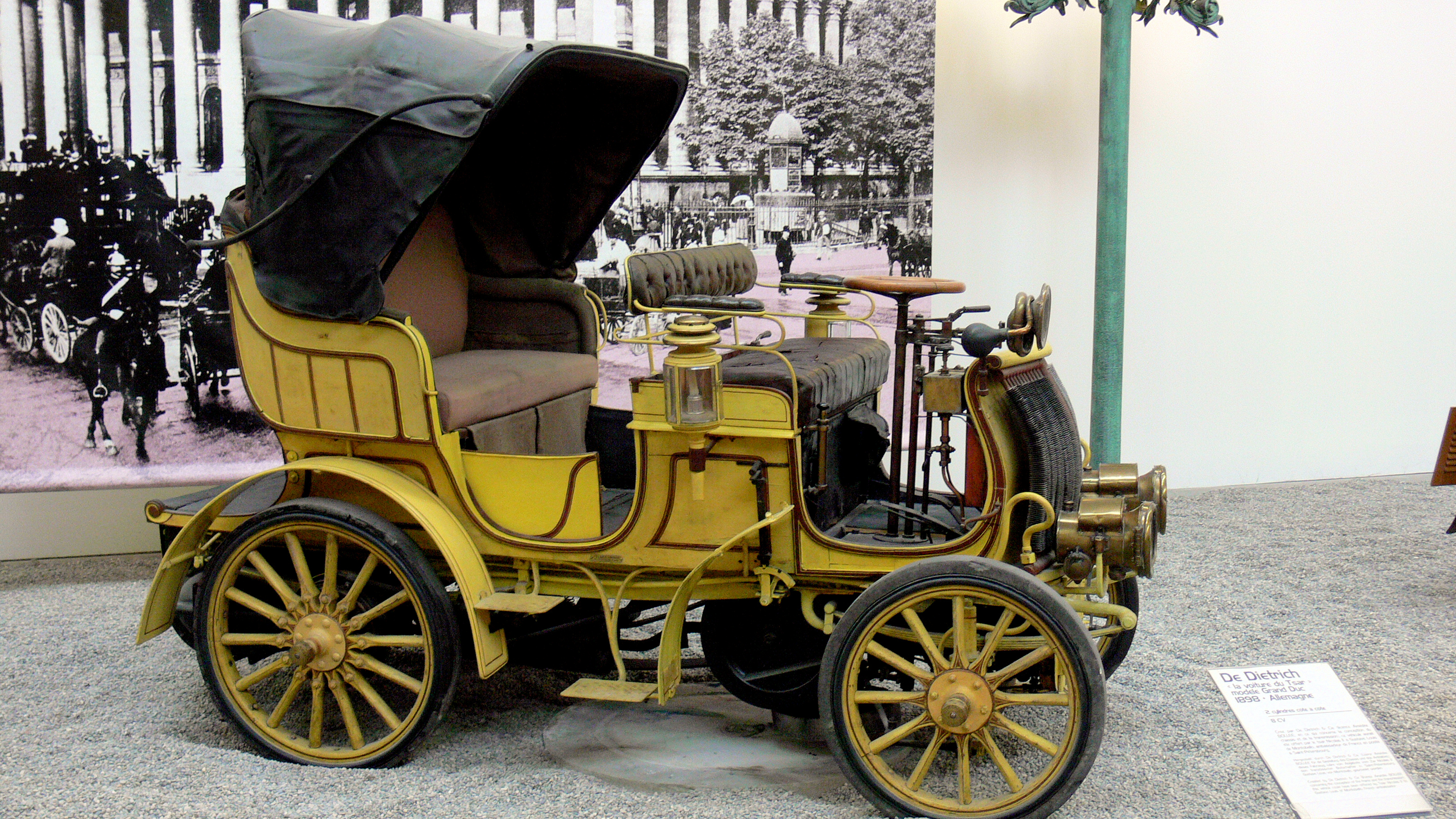
De-Dietrich-Automobil von 1898
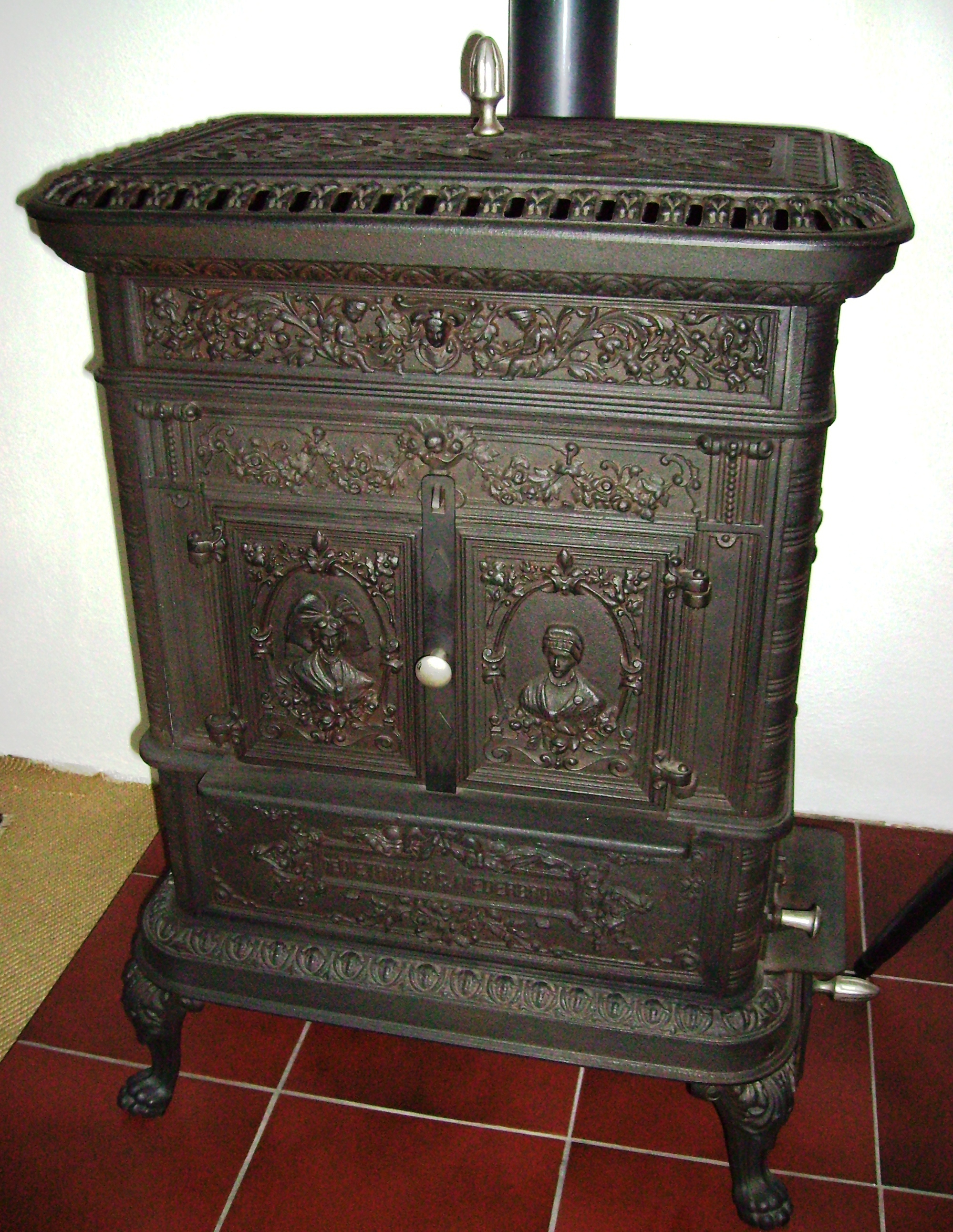
Gussofen der Firma De Dietrich, Original um 1900
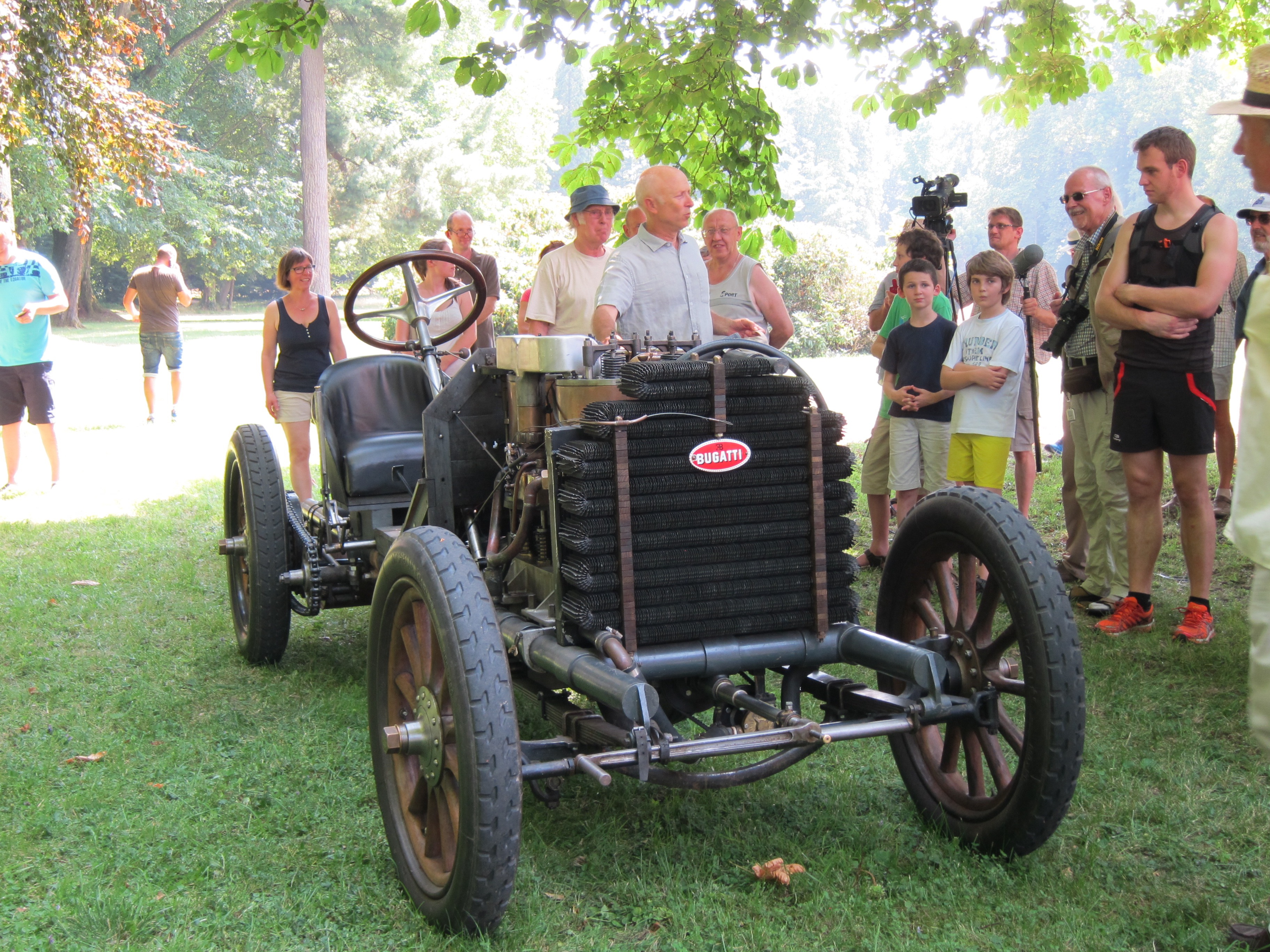
De-Dietrich-Bugatti-Automobil (Replikat)
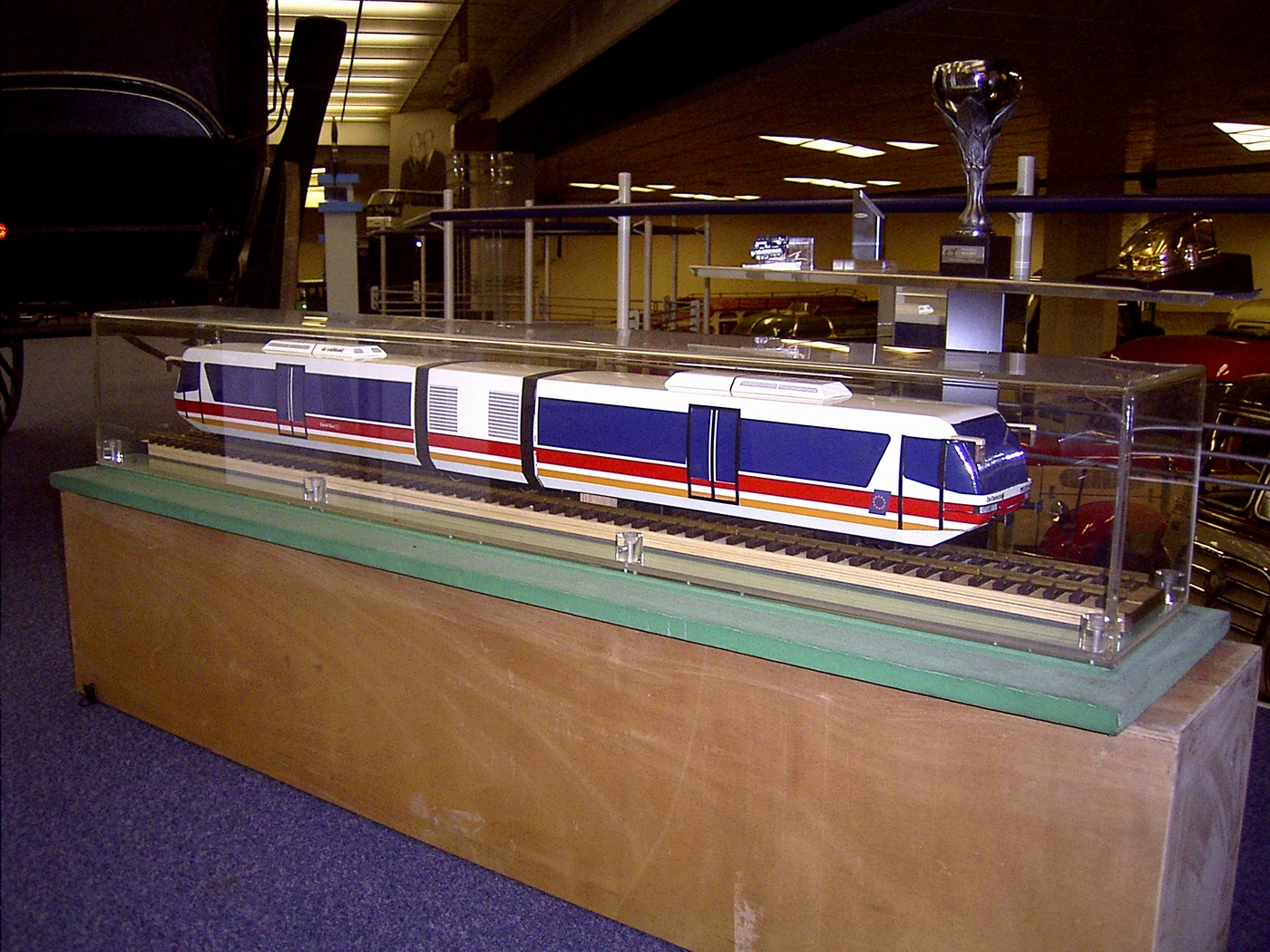
De Dietrich Eurailbus-Modell im Neoplan-Museum Stuttgart-Möhringen
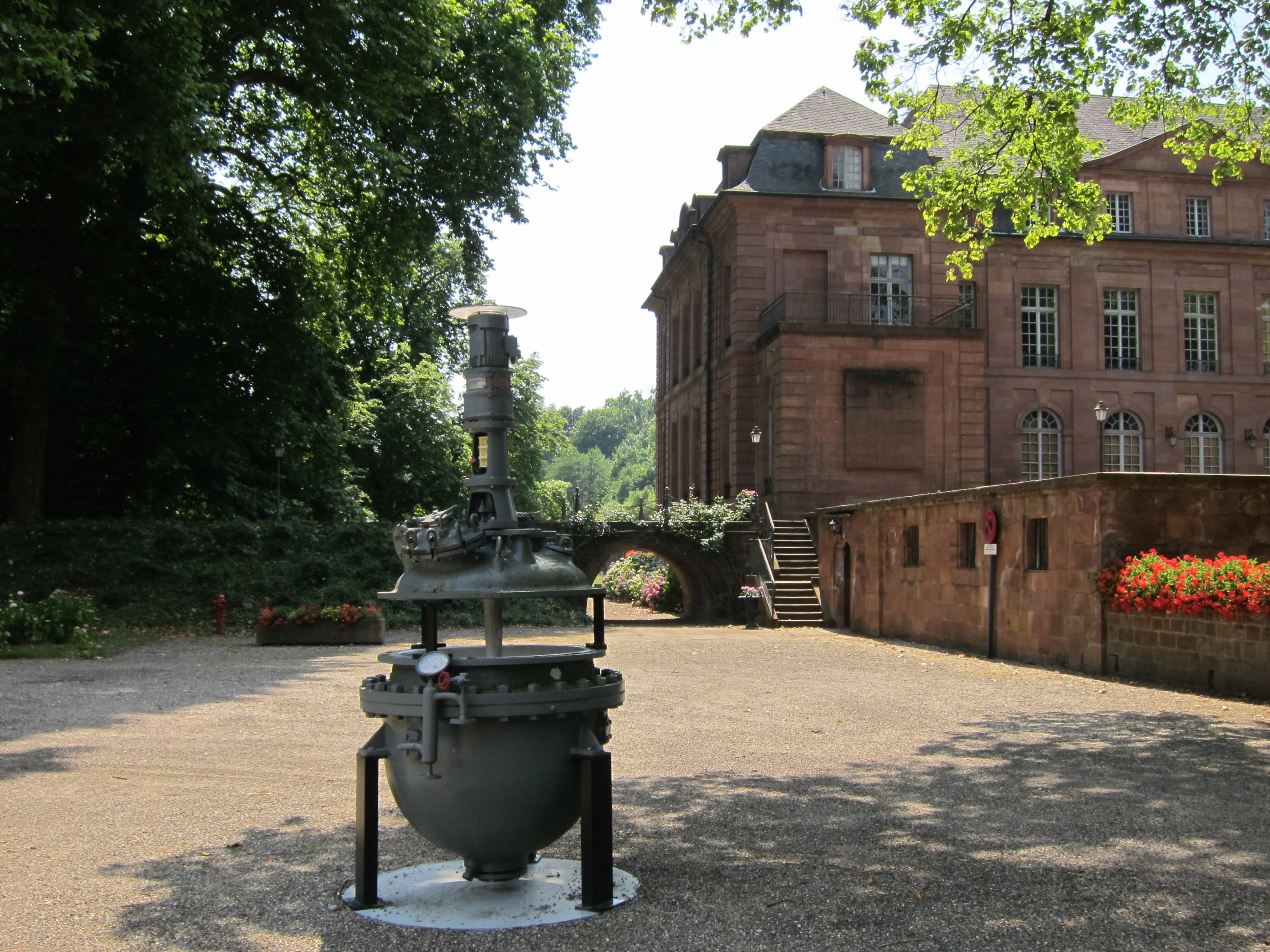
De Dietrich Reaktor

## De Dietrich in den Nordvogesen
In Reichshoffen steht das Schloss, welches Jean De Dietrich 1770 erbaute. 1803 verkaufte es die Familie (s. o.),1951 kaufte sie es wieder. Es beherbergt heute die Association De Dietrich, eine gemeinnützige Vereinigung, die das kulturelle Erbe der Familie bewahrt. Geleitet wird sie von Henri Mellon, einem Mitglied der Familie De Dierich (s. u.). Außerdem hat die Firma De Dietrich Process Systems hier ihren Hauptsitz.
In Jaegerthal steht das Schloss De Dietrich, erbaut 1780. Gilbert de Dietrich (1928–2006) war der letzte feste Bewohner. Fast das gesamte Gebiet von Jaegerthal ist im Besitz der Familie De Dietrich, die heute in Paris lebt, aber immer noch von Zeit zu Zeit das Schloss besucht. 1912 beauftragte die Familie die Architekten Julius Berninger und Gustave Krafft, die Villa Riesack oberhalb von Niederbronn-Les-Bains an der Straße nach Jaegerthal zu bauen, der Stil ist Historismus. Daneben liegt die Ferme Mellon, benannt nach Henri Mellon (1880–1952), dem Mann von Jacqueline Frieda de Dietrich (1885–1972). Die Familie bewohnte die Villa Riesack, die Ferme diente der Selbstversorgung. Teil des ehemaligen Eisenwerks in Jaegerthal war ein Elektrizitätswerk am Schwarzbach. Es versorgte die Gemeinde bis in die 1960er Jahre mit Strom, für die Bewohner war der Strom kostenlos. Ab 1996 renovierte der Landschaftsarchitekt Michael Veith das Gebäude und den Park und verwandelte es in ein luxuriöses Gästehaus.

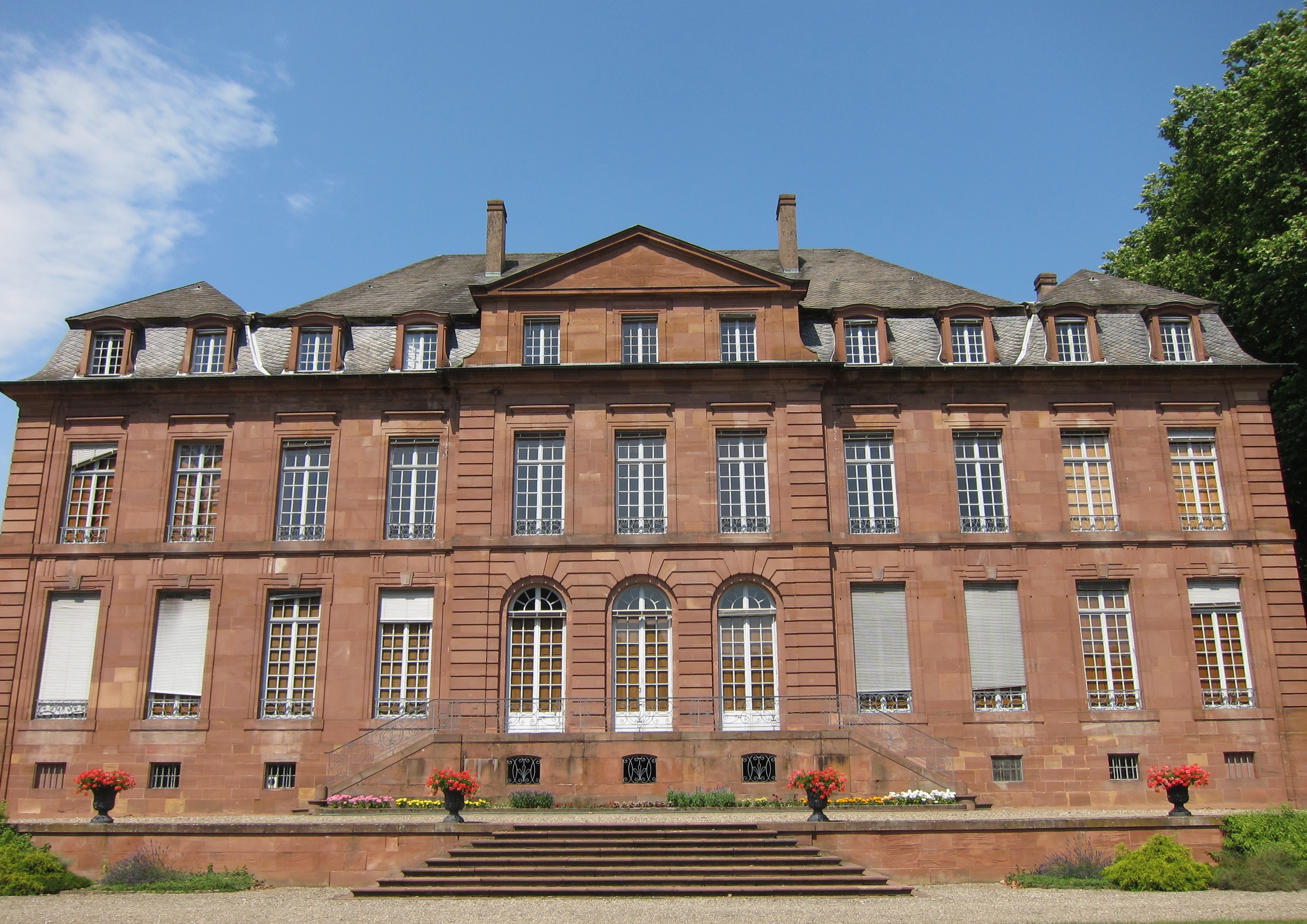
Schloss der Familie De Dietrich in Reichshoffen
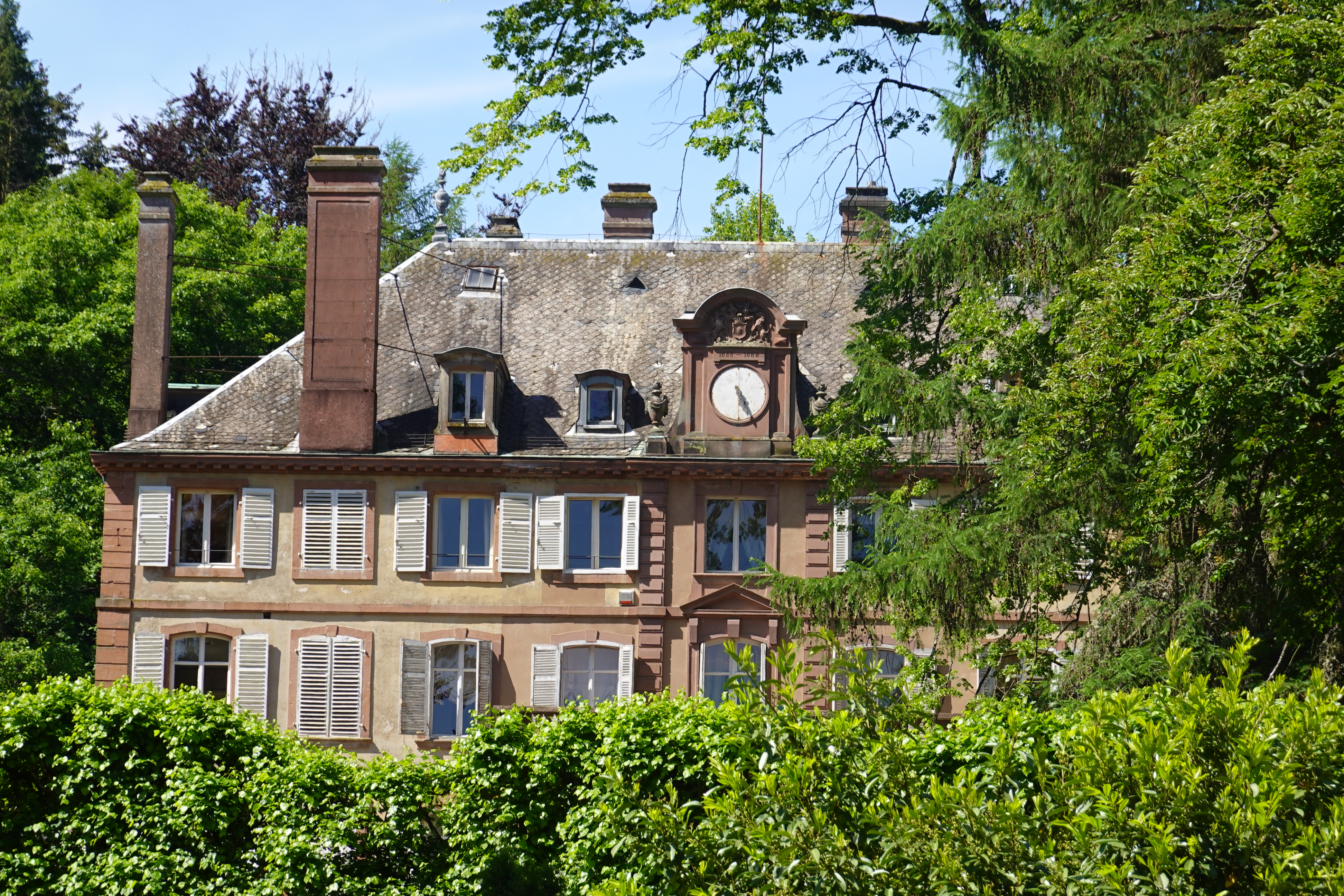
Jaegerthal Schloss De Dietrich
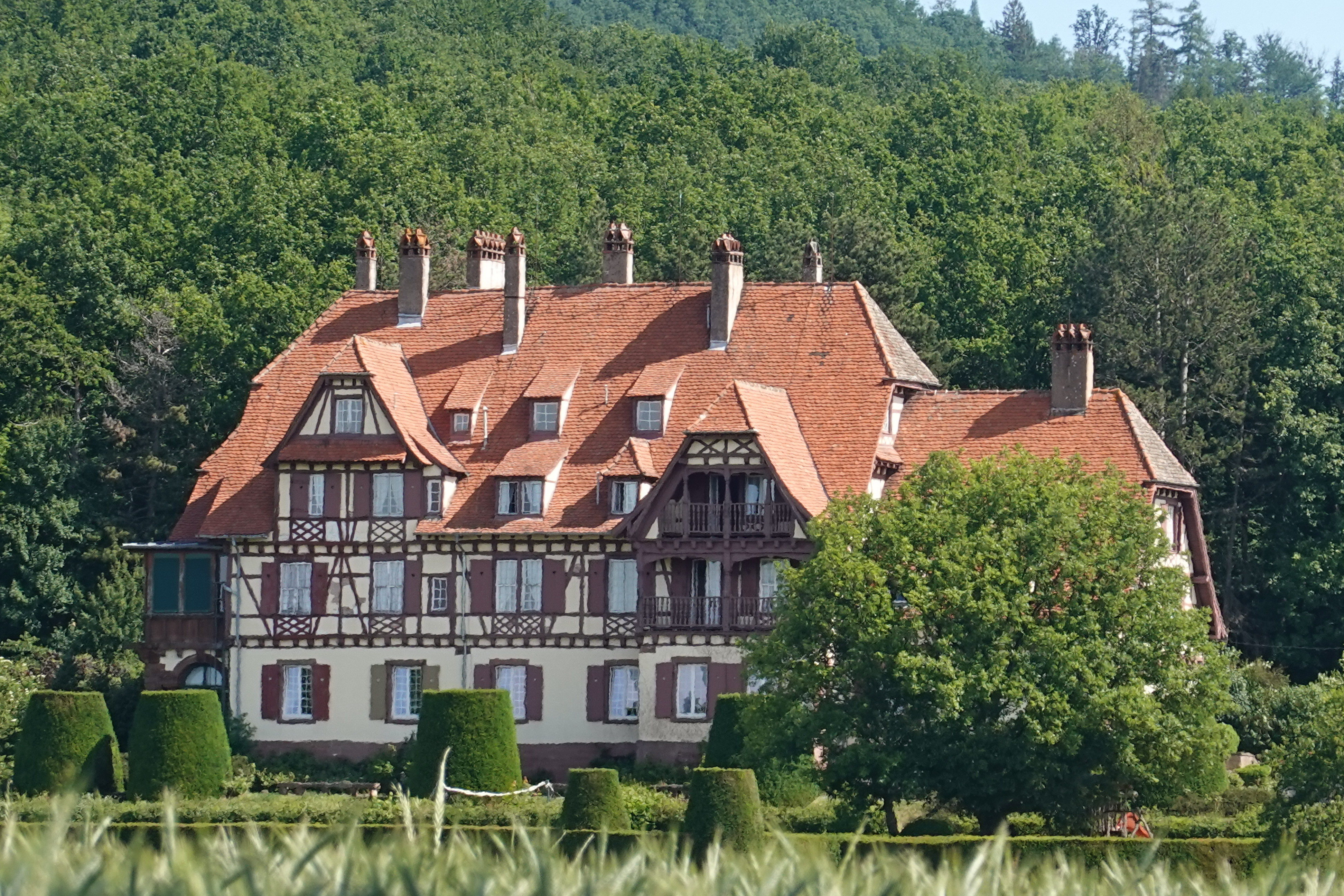
Niederbronn Les Bains, Villa Riesack
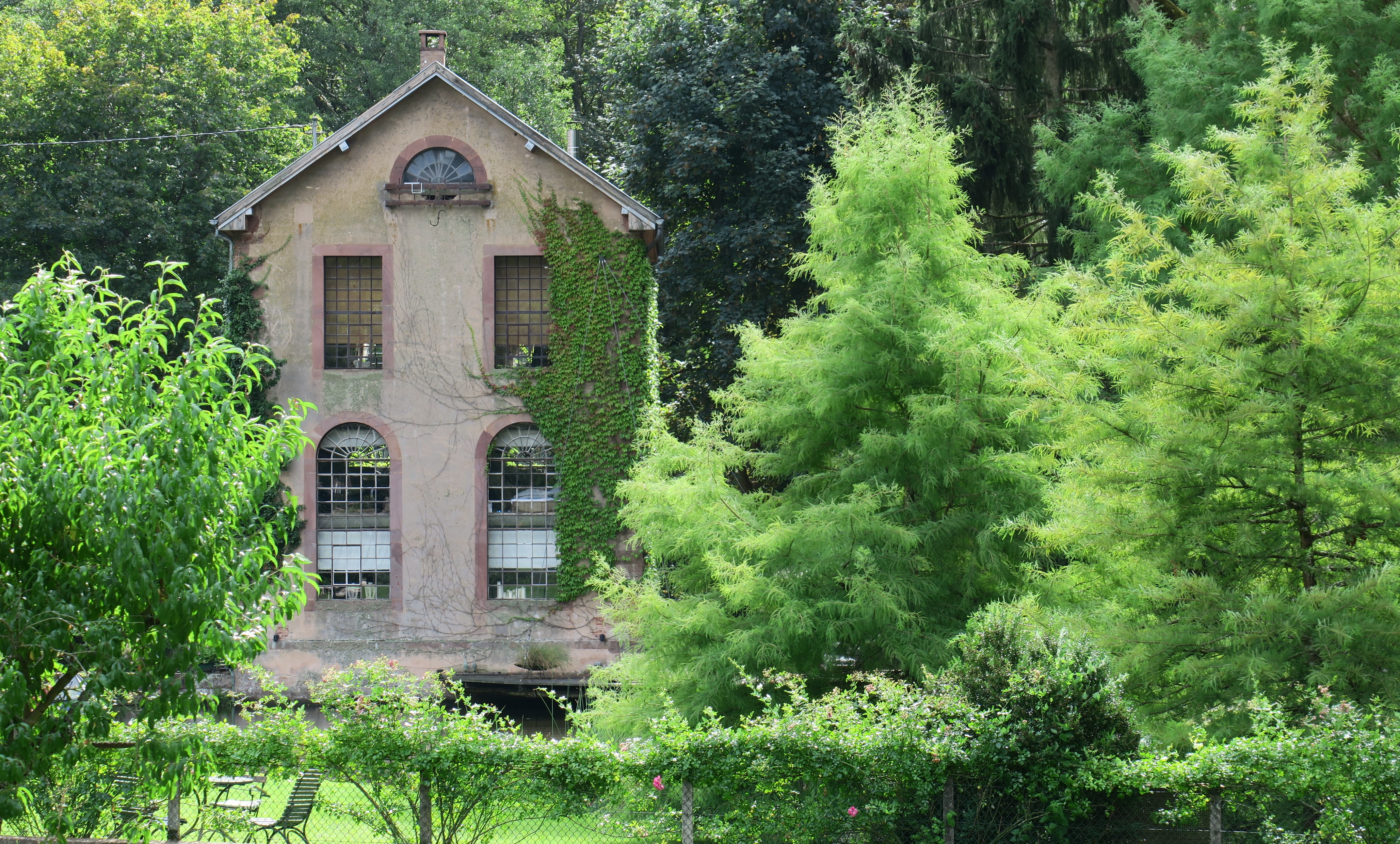
Jaegerthal ehemaliges Elektrizitätswerk

## De Dietrich Fabriken im Nord-Elsass
Ab dem 17. Jahrhundert prägte die Familie De Dietrich jahrhundertelang die industrielle Landschaft im Nord-Elsass. Auch wenn heute (2021) viele Fabriken zu anderen Firmen gehören, arbeiten die Einheimischen weiterhin „Bei De Dietrich“. Wichtige Standorte sind:
- Jaegerthal: Ursprung, Eisenhütte, nur noch Ruinen vorhanden
- Niederbronn: Eisengießerei, verkauft, Fonderie De Niederbronn
- Reichshoffen: Eisenbahntechnik, zum Teil verkauft, Alstom Transport, Vossloh Cogifer, De Dietrich Process Systems
- Mertzwiller: Heizungen und Wärmetechnik, Mehrheit verkauft, BDR Thermea Group
- Zinswiller: Ausrüstung für die chemische Industrie, De Dietrich Process Systems

Im Oktober 2021 richtete De Dietrich Process Systems in Zinswiller eine eigene Schule zur Ausbildung von Kesselbauern ein.

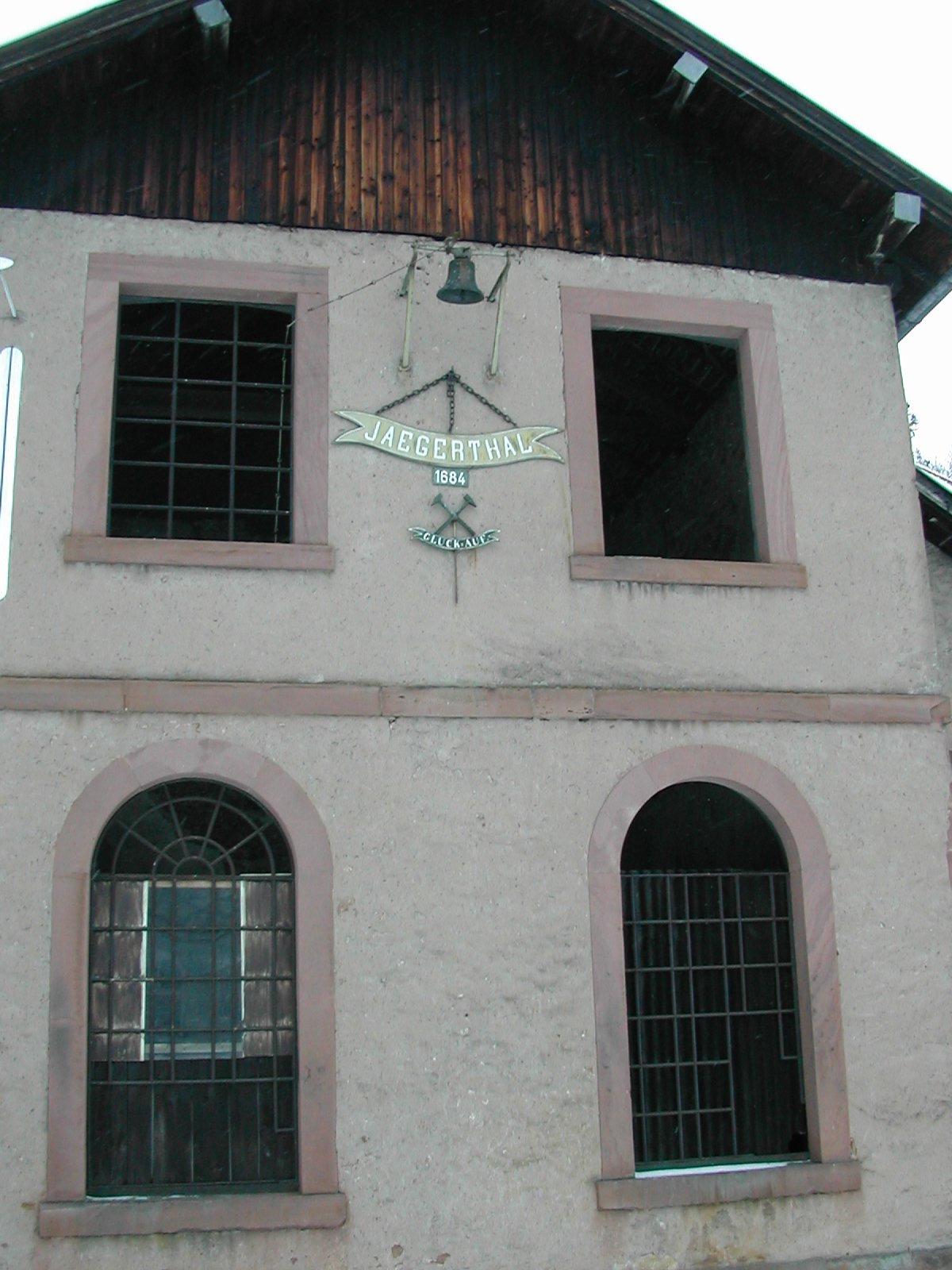
Eisenhammer im Jaegerthal
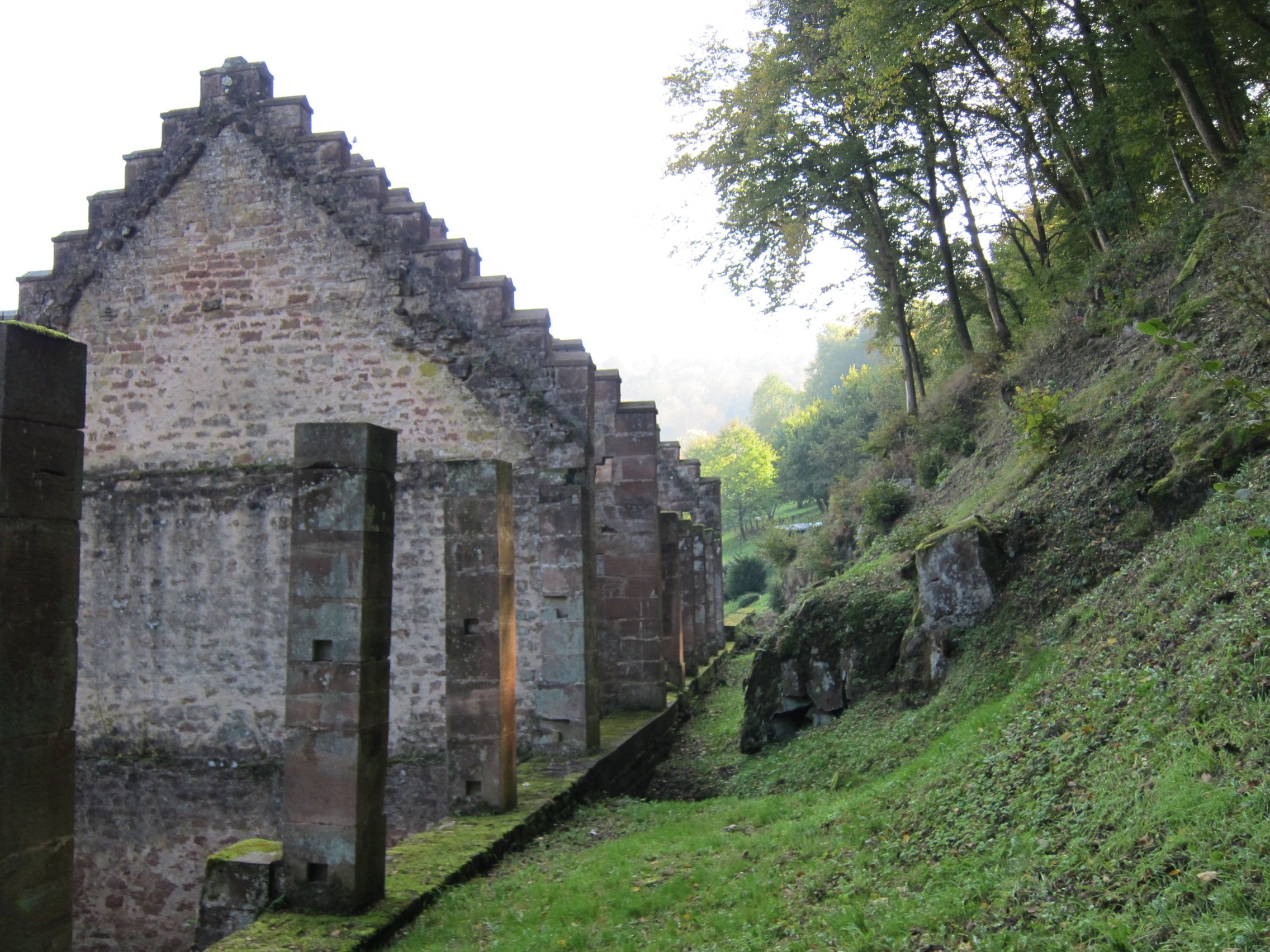
Ruine der Eisenschmelze im Jägerthal
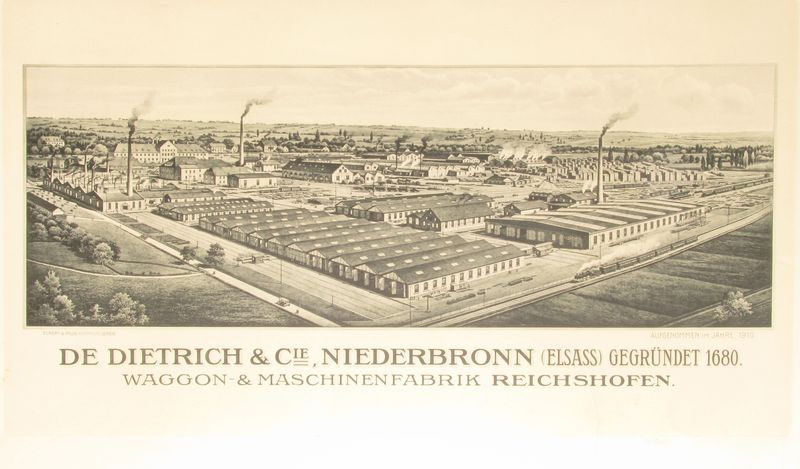
Reichshoffen
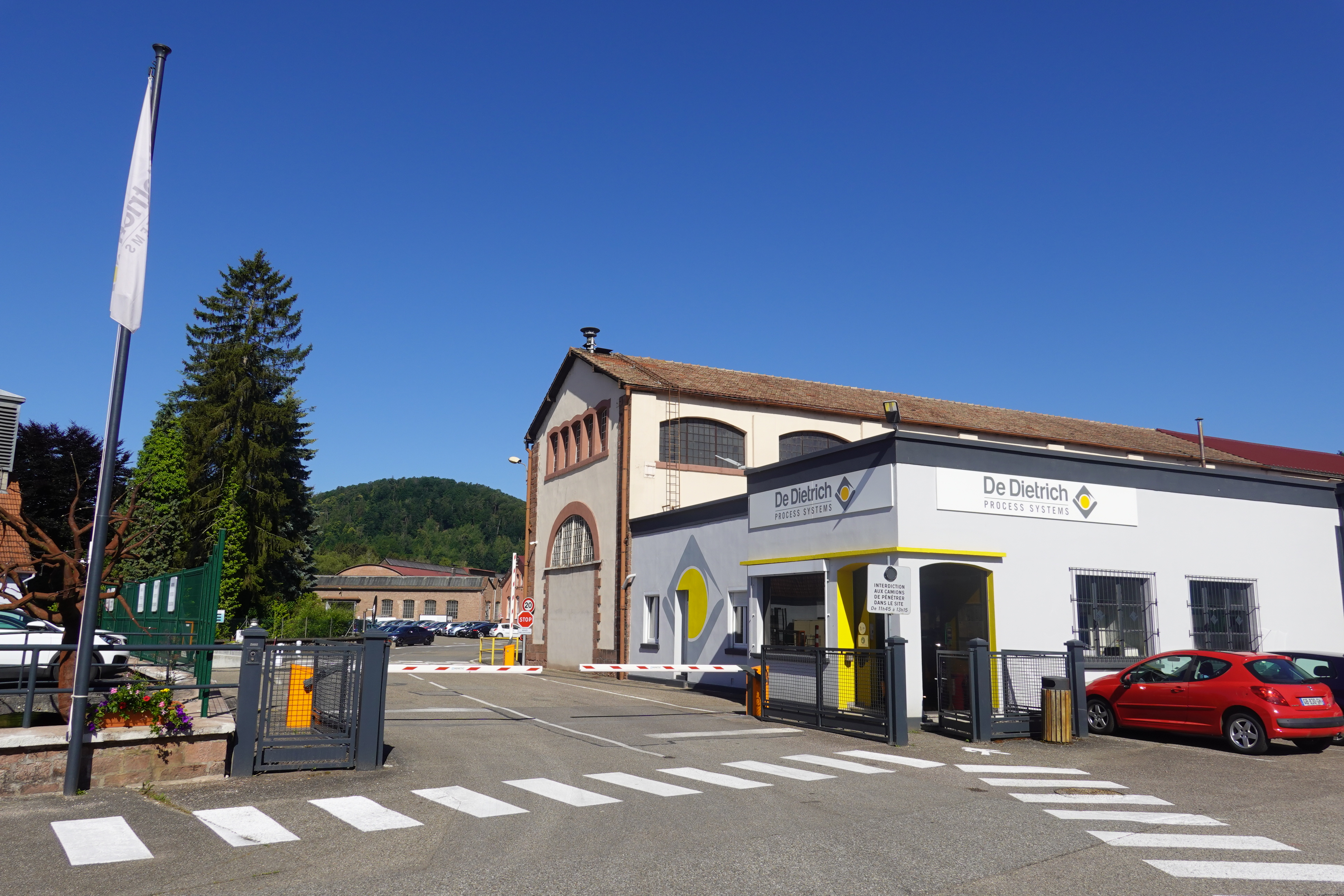
Zinswiller
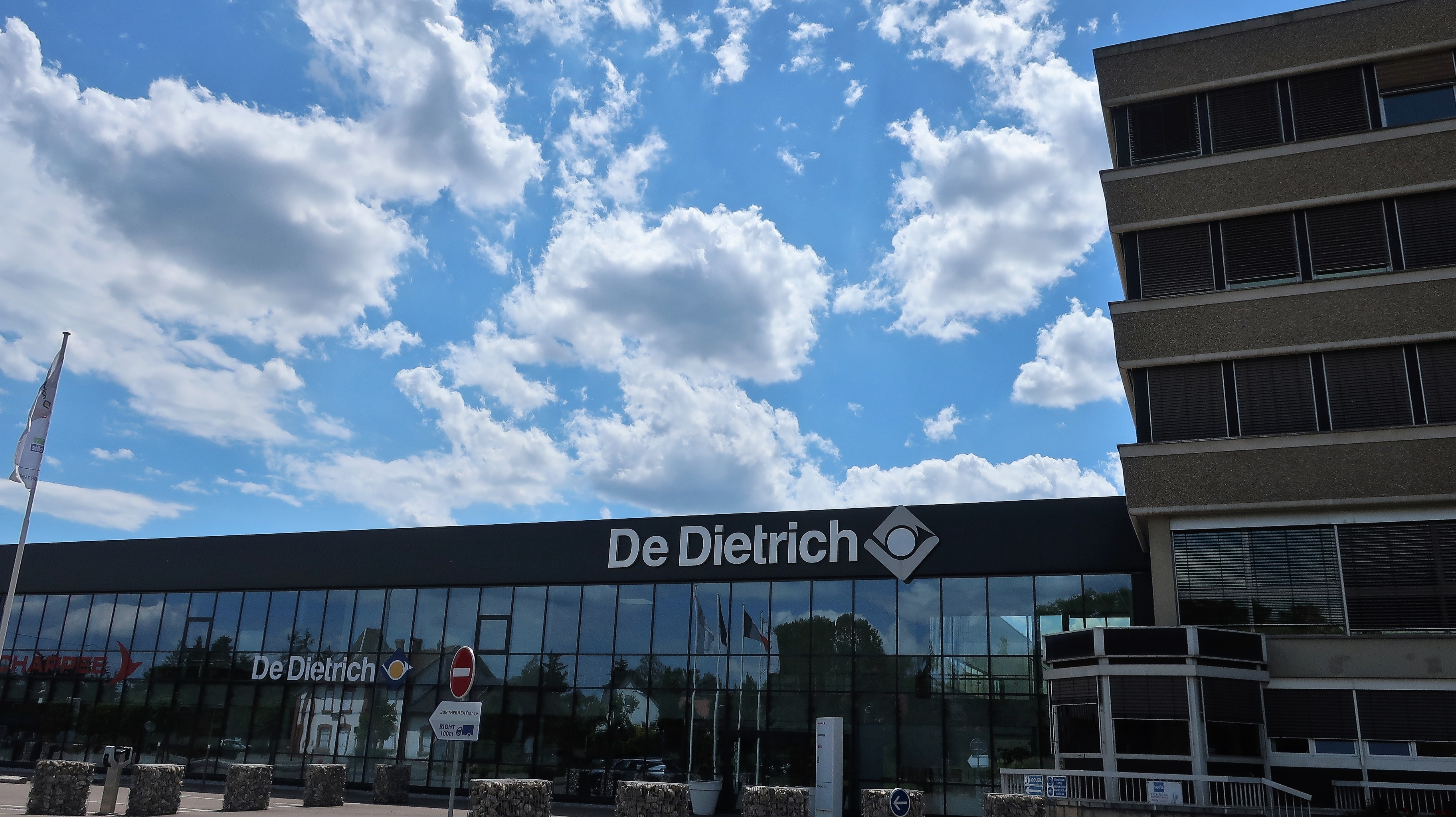
Mertzwiller
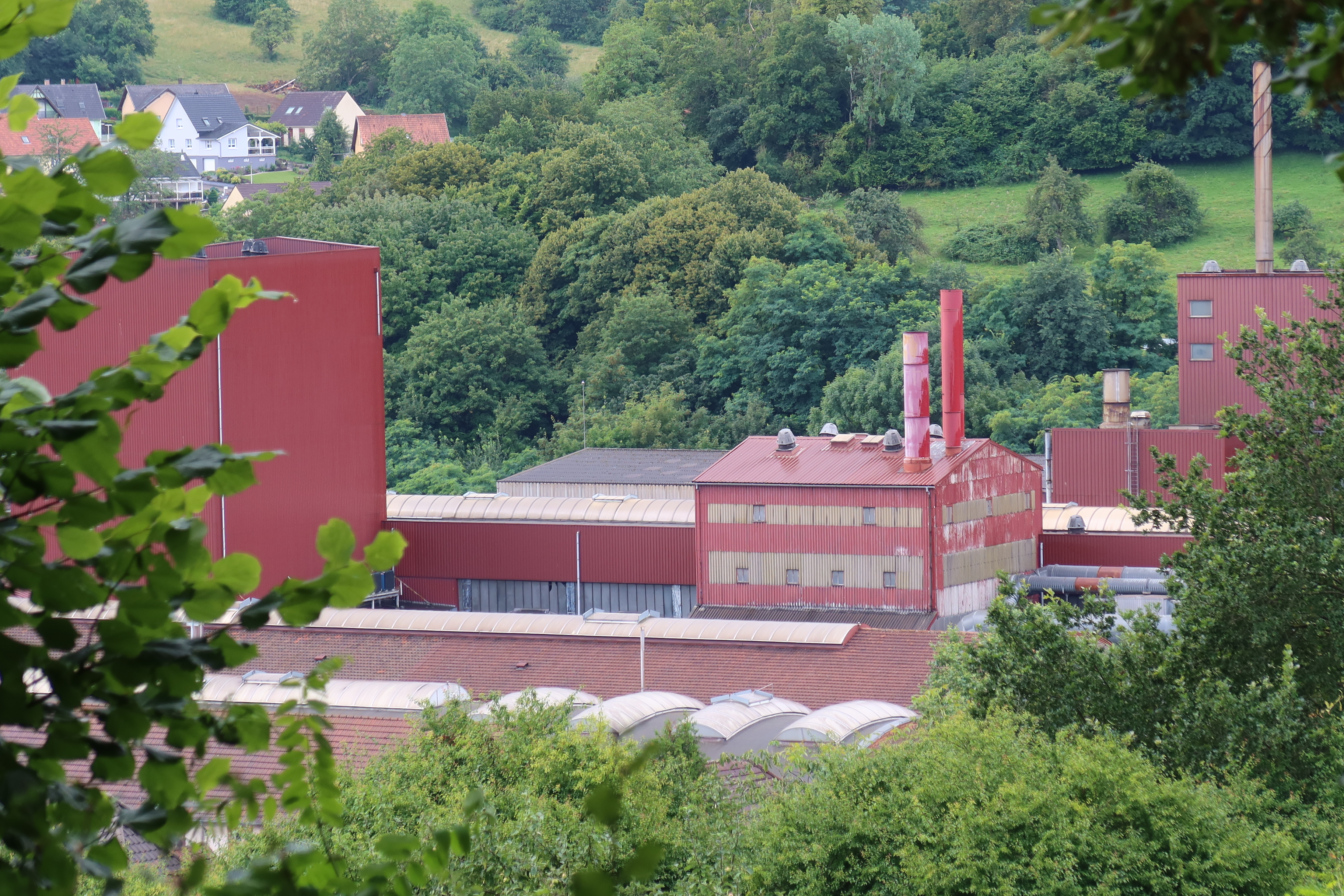
Niederbronn

## Sonstiges
Die Familie De Dietrich ist das Vorbild für die Familie Kempf in der französischen Fernsehserie Die Elsässer.
In Reichshoffen gibt es die Suzanne de Dietrich Behindertenwerkstatt, Teil der protestantischen Sonnenhof Stiftung.

## Familienmitglieder
- Dominikus Dietrich (1620–1692), Jurist und Bürgermeister von Straßburg
- Friedrich von Dietrich (1748–1793), Naturwissenschaftler und Bürgermeister von Straßburg
- Eugène de Dietrich (1844–1918), Industrieller und Mitglied des Deutschen Reichstags
- Baron Albert de Dietrich (1861–1956), Schöpfer der Léonardsau
- Suzanne de Dietrich (1891–1981), protestantische Theologin

## Wappen
- Blasonierung des Stammwappens: Der Schild schrägrechts geteilt von Blau über Silber, darin eine goldene Sonne. Auf dem blau-golden bewulsteten Helm die Sonne zwischen zwei rechts von Silber und Blau, links von Blau und Gold geteilten Büffelhörnern. Die Helmdecken sind blau-silbern und blau-golden.[31]
- Blasonierung des Freiherrenwappens: In Blau eine goldene Sonne. Zwei gekrönte Helme: I. die Sonne zwischen zwei gold-blau übereck geteilten Büffelhörnern. II. ein wachsender goldener Löwe. Die Helmdecken sind blau-golden.[32]

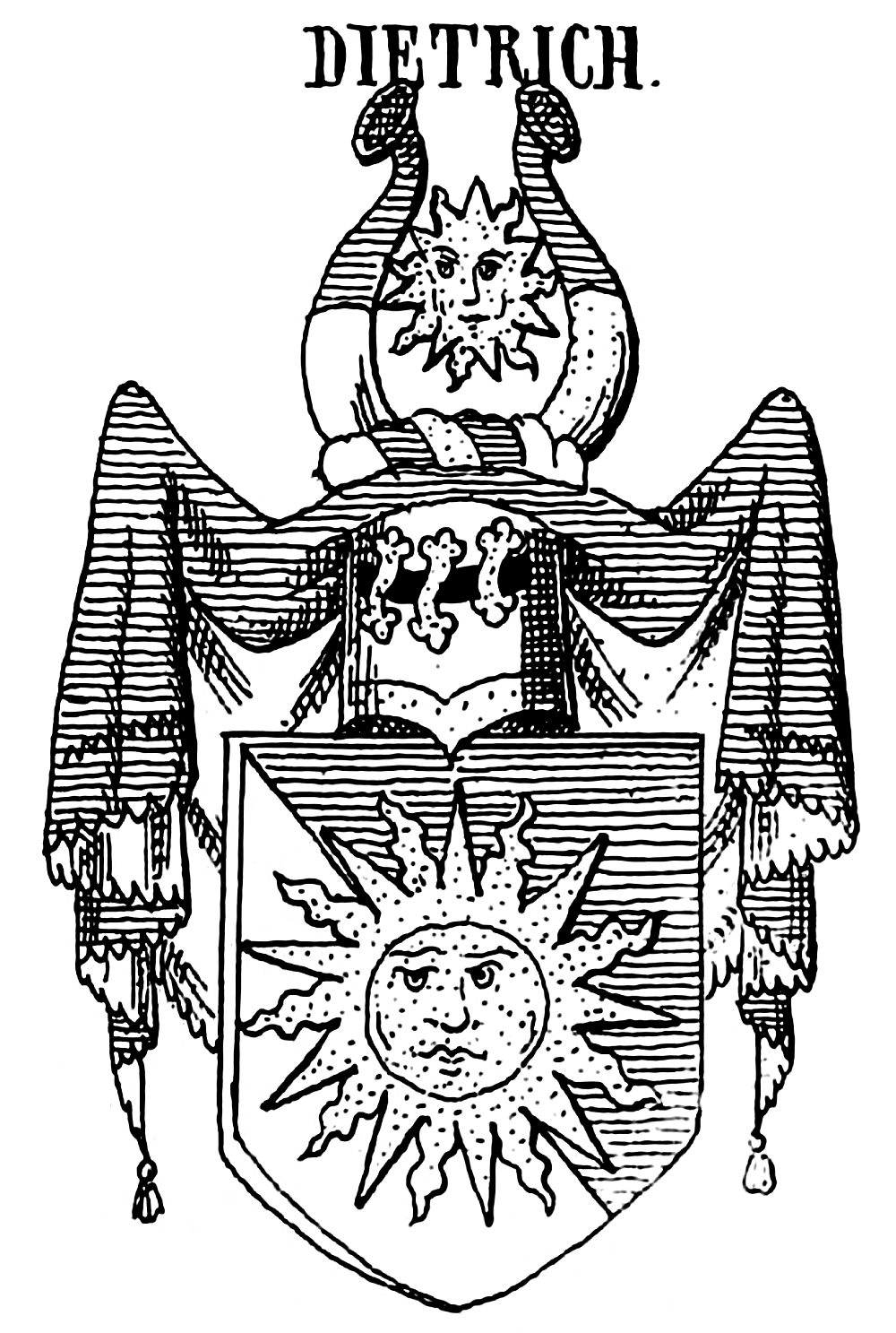
Stammwappen derer von Dietrich
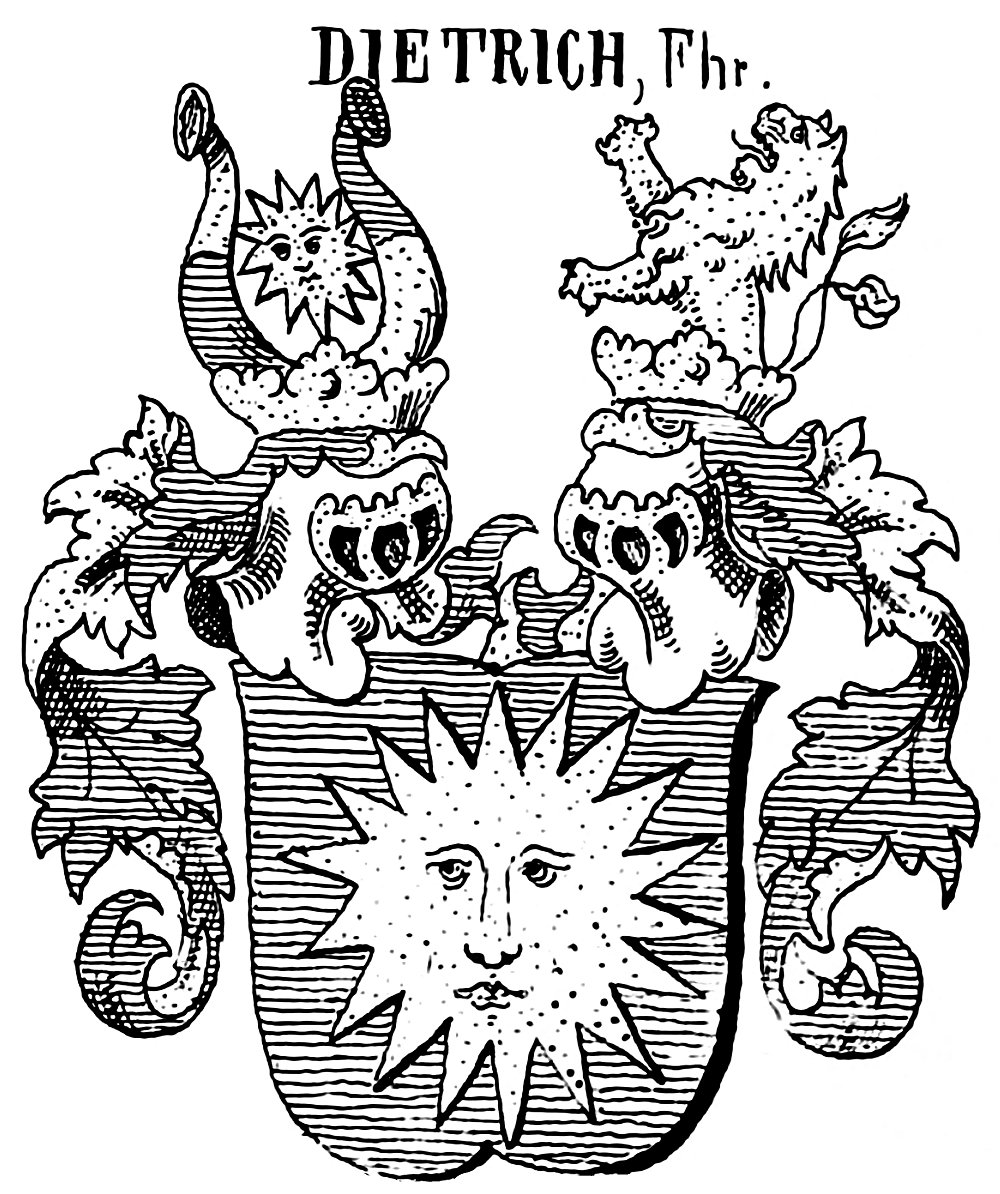
Freiherrenwappen derer von Dietrich